# Oscar Moens
Oscar Moens (ur. 1 kwietnia 1973 w 's-Gravenzande) – piłkarz holenderski grający na pozycji bramkarza.

## Kariera klubowa
Moens jest wychowankiem amatorskiego klubu MSV ’71 pochodzącego z jego rodzinnej miejscowości 's-Gravenzande. Potem przez krótki czas terminował w szkółce Ajaksu Amsterdam, a potem grał jeszcze w młodzieżowej drużynie SVV Schiedam. Pierwszym profesjonalnym klubem Moensa był SBV Excelsior. W 1992 roku został włączony do kadry pierwszej drużyny, a 12 września zadebiutował w Eerstedivisie meczem z De Graafschap (1:1). W Excelsiorze od początku był pierwsym bramkarzem i spędził w tym klubie 3,5 sezonu, ale nie zdołał wywalczyć awansu do Eredivisie. Zimą 1996 Moens na pół roku trafił do pierwszoligowego Go Ahead Eagles, ale spadł z nim z ligi.
Latem 1996 Oscar przeniósł się do AZ Alkmaar, który zapłacił za niego 750 tysięcy guldenów (około 340 tysięcy euro). Wywalczył miejsce w pierwszej jedenastce, ale pod koniec sezonu 1996/1997 przeżył swoją drugą degradację z Eredivisie w karierze. Pobyt w drugiej lidze trwał tylko rok i w sezonie 1998/1999 Moens z powrotem bronił w ekstraklasie i stał się jednym z najsolidniejszych w niej bramkarzy. Pod koniec sezonu 1999/2000 Moensowi zaoferowano nowy kontrakt, ale zawodnik nie przedłużył go i w efekcie czego doszło do konfliktu z szefem AZ, Dickiem Scheringą. W sezonie 2000/2001 Moens został zdyskwalifikowany i na rundę wiosenną wypożyczony do RBC Roosendaal, ale spadł z nim z ligi. Latem 2001 wrócił do AZ i grał w nim jeszcze przez dwa sezony.
W sezonie 2003/2004 Moens przeszedł do włoskiej Genoi, ale nie zagrał w niej ani razu. Latem 2004 wrócił do Holandii i grał w Willem II Tilburg, w którym doszedł do formy. Jednak w sezonie 2005/2006 doznał kontuzji i zagrał zaledwie w 11 meczach, a latem 2006 przeszedł do PSV Eindhoven, gdzie był zmiennikiem Heurelho Gomesa. W sezonie 2006/2007 zagrał w 2 meczach (z NEC Nijmegen oraz Excelsiorem Rotterdam) i wywalczył mistrzostwo Holandii, swoje pierwsze w karierze. W 2008 roku powrócił do Willem II Tilburg.
| Sezon   | Klub              | Kraj     | Rozgrywki            | Mecze | Bramki |
| ------- | ----------------- | -------- | -------------------- | ----- | ------ |
| 1992/93 | SBV Excelsior     | Holandia | Eerstedivisie        | 28    | 0      |
| 1993/94 | SBV Excelsior     | Holandia | Eerstedivisie        | 34    | 0      |
| 1994/95 | SBV Excelsior     | Holandia | Eerstedivisie        | 34    | 0      |
| 1995/96 | SBV Excelsior     | Holandia | Eerstedivisie        | 13    | 0      |
| 1995/96 | Go Ahead Eagles   | Holandia | Eredivisie           | 21    | 0      |
| 1996/97 | AZ Alkmaar        | Holandia | Eredivisie           | 34    | 0      |
| 1997/98 | AZ Alkmaar        | Holandia | Eredivisie           | 33    | 0      |
| 1998/99 | AZ Alkmaar        | Holandia | Eerstedivisie        | 33    | 0      |
| 1999/00 | AZ Alkmaar        | Holandia | Eredivisie           | 33    | 0      |
| 1999/00 | AZ Alkmaar        | Holandia | Eredivisie           | 33    | 0      |
| 2000/01 | AZ Alkmaar        | Holandia | Eredivisie           | 0     | 0      |
| 2000/01 | RBC Roosendaal    | Holandia | Eredivisie           | 14    | 0      |
| 2001/02 | AZ Alkmaar        | Holandia | Eredivisie           | 29    | 0      |
| 2002/03 | AZ Alkmaar        | Holandia | Eredivisie           | 18    | 0      |
| 2003/04 | Genoa CFC         | Włochy   | Serie B              | 0     | 0      |
| 2004/05 | Willem II Tilburg | Holandia | Eredivisie           | 34    | 0      |
| 2005/06 | Willem II Tilburg | Holandia | Eredivisie           | 11    | 0      |
| 2006/07 | PSV Eindhoven     | Holandia | Eredivisie           | 2     | 0      |
| 2007/08 | PSV Eindhoven     | Holandia | Eredivisie           | 0     | 0      |
| 2008/09 | Willem II Tilburg | Holandia | Eredivisie           |       |        |
|         |                   |          | Łącznie w Eredivisie | 229   | 0      |

## Kariera reprezentacyjna
W reprezentacji Holandii Moens zadebiutował 13 października 1998 w zremisowanym 0:0 towarzyskim meczu z Ghaną, gdy po przerwie zmienił Edwina van der Sara. W kadrze zagrał jeszcze tylko raz, 10 listopada w zremisowanym 1:1 meczu z Danią.